# Реколета (Чили)
Реколета (исп. Recoleta) — коммуна в Чили. Одна из городских коммун города Сантьяго. Коммуна входит в состав провинции Сантьяго и Столичной области.

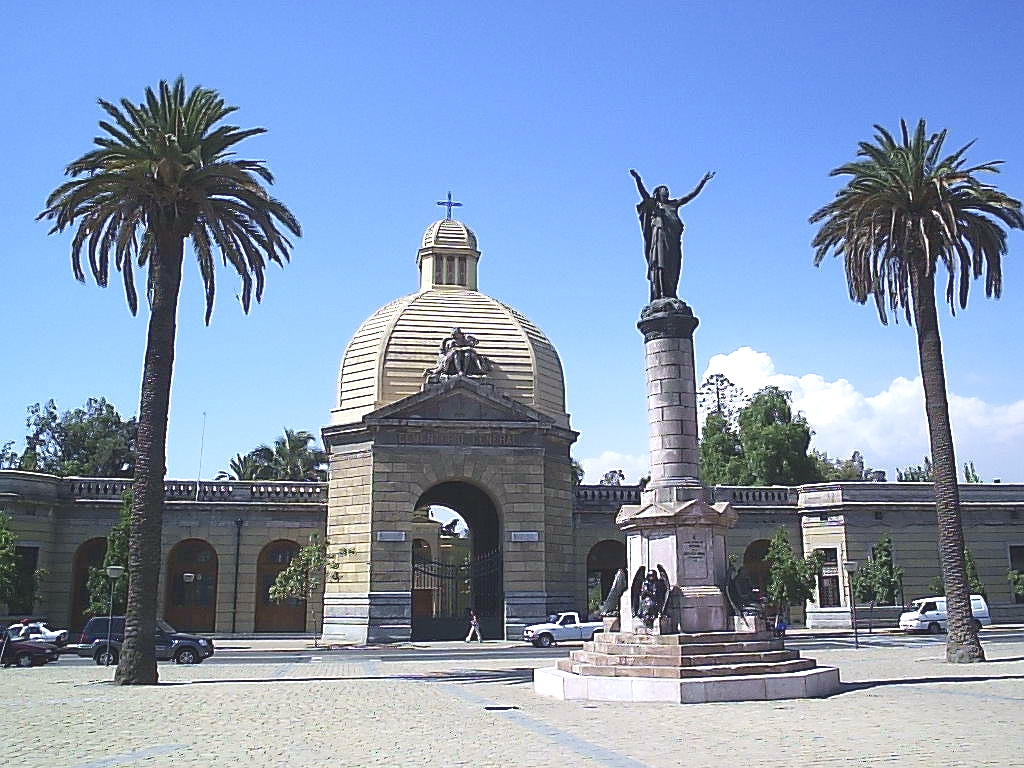
Кладбище Сантьяго

Территория — 16 км². Численность населения — 157 851 житель (2017). Плотность населения — 9865,7 чел./км².

## Расположение
Коммуна расположена на севере города Сантьяго.
Коммуна граничит:
- на севере — с коммуной Уэчураба;
- на востоке — с коммуной Витакура;
- на юго-востоке — с коммуной Провиденсия;
- на юге — с коммуной Сантьяго;
- на западе — с коммунами Кончали, Индепенденсия.

## Демография
Согласно сведениям, собранным в ходе переписи 2017 г. Национальным институтом статистики (INE),  население коммуны составляет:
| Полное население                          | Полное население                          | Полное население                          | Полное население                          | Полное население                          | 157 851 |
| ----------------------------------------- | ----------------------------------------- | ----------------------------------------- | ----------------------------------------- | ----------------------------------------- | ------- |
| в том числе:                              | Городское население                       | 157 851                                   | Процент городского населения, %           | 100                                       |         |
|                                           | Сельское население                        | 0                                         | Процент сельского населения, %            | 0                                         |         |
|                                           | Мужское население                         | 77 709                                    | Процент мужского населения, %             | 49,23                                     |         |
|                                           | Женское население                         | 80 142                                    | Процент женского населения, %             | 50,77                                     |         |
| Плотность населения, чел./км²             | Плотность населения, чел./км²             | Плотность населения, чел./км²             | Плотность населения, чел./км²             | Плотность населения, чел./км²             | 9865,7  |
| Население коммуны в % к населению области | Население коммуны в % к населению области | Население коммуны в % к населению области | Население коммуны в % к населению области | Население коммуны в % к населению области | 2,22    |

| Динамика изменения населения коммуны | Динамика изменения населения коммуны | Динамика изменения населения коммуны | Динамика изменения населения коммуны |
| ------------------------------------ | ------------------------------------ | ------------------------------------ | ------------------------------------ |
| 1992                                 | 2002                                 | 2012                                 | 2017                                 |
| 164 767                              | 148 220▼                             | 152 985▲                             | 157 851▲                             |